# Zingiber rubens
Zingiber rubens är en enhjärtbladig växtart som beskrevs av William Roxburgh. Zingiber rubens ingår i släktet Zingiber och familjen Zingiberaceae. Inga underarter finns listade i Catalogue of Life.